# Corcubión
Corcubión là một đô thị của Tây Ban Nha ở tỉnh A Coruña trong cộng đồng tự trị của Galicia.
42°57′B 9°11′T / 42,95°B 9,183°T